# The Golden Boy
The Golden Boy es una canción grabada por el vocalista de Queen, Freddie Mercury junto con la soprano Montserrat Caballé.
Originalmente incluida en el álbum Barcelona de 1988, la canción fue lanzada como un sencillo dos semanas después de su aparición en el álbum principal, con otro fragmento del LP, "The Fallen Priest", como lado B,. El sencillo alcanzó el # 83 en la lista de sencillos del Reino Unido.

## Lista de canciones
| 7" disco de vinilo |                     |                                       |          |  |
| N.º                | Título              | Escritor(es)                          | Duración |  |
| 1.                 | «The Golden Boy»    | Freddie Mercury, Mike Moran, Tim Rice | 6:05     |  |
| 2.                 | «The Fallen Priest» | Freddie Mercury, Mike Moran, Tim Rice | 5:46     |  |

| 12" disco de vinilo; 5" Disco compacto |                                 |                                       |          |  |
| N.º                                    | Título                          | Escritor(es)                          | Duración |  |
| 1.                                     | «The Golden Boy»                | Freddie Mercury, Mike Moran, Tim Rice | 6:05     |  |
| 2.                                     | «The Fallen Priest»             | Freddie Mercury, Mike Moran, Tim Rice | 5:46     |  |
| 3.                                     | «The Golden Boy (Instrumental)» | Freddie Mercury, Mike Moran, Tim Rice | 6:05     |  |

## Videoclip
El video de la canción es  la actuación de los artistas en festival al aire libre "La Nit" en Barcelona el 8 de octubre de 1988 (última actuación en directo de Mercury antes de que su enfermedad se agravara), donde se realizó la canción junto con "Barcelona" y "How Can I Go On".